# Tressé
Tressé korábbi község Franciaországban, Ille-et-Vilaine megyében. Lakosainak száma 412 fő (2018. január 1.). Tressé Miniac-Morvan, Le Tronchet és Saint-Pierre-de-Plesguen községekkel határos.
2019. január 1-jén Saint-Pierre-de-Plesguen és Lanhélin korábbi községgel egyesült és az így létrejött Mesnil-Roc’h új község része lett.

## Népesség
A település népessége az elmúlt években az alábbi módon változott:
| Lakosok száma | 225  | 184  | 221  | 250  | 314  | 341  | 340  | 410  | 407  | 412  |
|               | 1968 | 1975 | 1982 | 1999 | 2006 | 2011 | 2013 | 2016 | 2017 | 2018 |